# Белорусско-танзанийские отношения
Белорусско-танзанийские отношения — двусторонние дипломатические отношения между Беларусью и Танзанией, установленные 16 августа 1995 года. Объём двусторонней торговли был незначителен: в 2015 году белорусский экспорт в Танзанию составил 0,6 млн долларов (около половины этой суммы пришлось на удобрения), а танзанийский экспорт в Беларусь составил 1,6 млн долларов (в основном табак и табачные отходы).

## История
Дипломатические отношения между Беларусью и Танзанией были установлены 16 августа 1995 года.

## Экономическое сотрудничество
В 2000 году объём двусторонней торговли был незначителен: белорусский экспорт в Танзанию составил 160,6 тысяч долларов, а импорт из Танзании в Беларусь был на сумму 10,1 тысячу долларов. Затем был существенный рост товарооборота: в 2015 году белорусский экспорт в Танзанию составил 607,7 тысяч долларов, а танзанийский экспорт в Беларусь был в размере 1606,1 тысячу долларов. В белорусских поставках в Танзанию в 2015 году преобладали:
- Удобрения (кроме сырья) — 46,8 %;
- Печатная продукция — 17,0 %;
- Инсектициды и аналогичные товары для розничной торговли — 15,4 %.

89,4 % танзанийских поставок в Беларусь в 2015 году составили табак неготовый и табачные отходы.
11-15 июля 2016 года представители Беларуси приняли участие в международной универсальной выставке в Дар-эс-Саламе.

## Послы Беларуси в Танзании
- Павел Взяткин — посол в Кении и по совместительству посол в Танзании (вручил верительные грамоты президенту Танзании Самии Сулуху Хасан в августе 2021 года)[5].

## Послы Танзании в Беларуси
- Симон Марк Мумви — посол в России и по совместительству посол в Беларуси (вручил верительные грамоты в сентябре 2019 года)[6].